# Kootenay-Ouest—Revelstoke
Pour les articles homonymes, voir Kootenay (homonymie) et Revelstoke.
Kootenay-Ouest—Revelstoke est une ancienne circonscription électorale fédérale de la Colombie-Britannique, représentée de 1988 à 1997.
La circonscription de Kootenay-Ouest—Revelstoke est créée en 1987 d'une partie de Kootenay-Ouest. Abolie en 1996, elle est fusionnée à la circonscription de Okanagan—Similkameen—Merritt pour former West Kootenay—Okanagan.

## Géographie
En 1987, la circonscription de Kootenay-Ouest—Revelstoke comprenait :
- Une partie du district régional de Columbia-Shuswap
- Le nord-ouest du district régional de Central Kootenay
- La partie est du district régional de Kootenay Boundary
- La cité de Revelstoke

## Députés
1. 1988-1993 — Lyle Kristiansen, NPD
2. 1993-1997 — Jim Gouk, PR

- NPD = Nouveau Parti démocratique
- PR = Parti réformiste du Canada